# Saving Grace (Fernsehserie)/Episodenliste
Diese Episodenliste enthält alle Episoden der US-amerikanischen Krimiserie Saving Grace, sortiert nach der US-amerikanischen Erstausstrahlung. Zwischen 2007 und 2010 entstanden in drei Staffeln 46 Episoden mit einer Länge von jeweils etwa 43 Minuten.

## Übersicht
| Staffel | Episodenanzahl | Erstausstrahlung USA | Erstausstrahlung USA | Deutschsprachige Erstausstrahlung | Deutschsprachige Erstausstrahlung |
| Staffel | Episodenanzahl | Staffelpremiere      | Staffelfinale        | Staffelpremiere                   | Staffelfinale                     |
| ------- | -------------- | -------------------- | -------------------- | --------------------------------- | --------------------------------- |
| 1       | 13             | 23. Juli 2007        | 18. Dezember 2007    |                                   |                                   |
| 2       | 14             | 14. Juli 2008        | 13. April 2009       |                                   |                                   |
| 3       | 19             | 16. Juni 2009        | 21. Juni 2010        |                                   |                                   |

## Staffel 1
Die Erstausstrahlung der ersten Staffel war vom 23. Juli bis zum 18. Dezember 2007 auf dem US-amerikanischen Kabelsender TNT zu sehen. Eine deutschsprachige Erstausstrahlung wurde bisher nicht gesendet.
| Nr. (ges.) | Nr. (St.) | Deutscher Titel | Originaltitel                           | Erstausstrahlung USA | Deutschsprachige Erstausstrahlung (—) | Regie                | Drehbuch                               |
| ---------- | --------- | --------------- | --------------------------------------- | -------------------- | ------------------------------------- | -------------------- | -------------------------------------- |
| 1          | 1         | —               | Pilot                                   | 23. Juli 2007        | —                                     | Sergio Mimica-Gezzan | Nancy Miller                           |
| 2          | 2         | —               | Bring It On, Earl                       | 30. Juli 2007        | —                                     | Guy Ferland          | Nancy Miller                           |
| 3          | 3         | —               | Bless Me Father, For I Have Sinned      | 6. Aug. 2007         | —                                     | Dean White           | Joseph Dougherty                       |
| 4          | 4         | —               | Keep Your Damn Wings Off My Nephew      | 13. Aug. 2007        | —                                     | Sergio Mimica-Gezzan | Roger Wolfson                          |
| 5          | 5         | —               | Would You Want Me to Tell You?          | 20. Aug. 2007        | —                                     | David Von Ancken     | Hans Tobeason                          |
| 6          | 6         | —               | And You Wonder Why I Lie                | 27. Aug. 2007        | —                                     | Gloria Muzio         | Annie Brunner                          |
| 7          | 7         | —               | Yeehaw, Geepaw                          | 3. Sep. 2007         | —                                     | Artie Mandelberg     | Denitria Harris-Lawrence               |
| 8          | 8         | —               | Everything’s Got a Shelf Life           | 10. Sep. 2007        | —                                     | Artie Mandelberg     | Talicia Raggs                          |
| 9          | 9         | —               | A Language of Angels                    | 17. Sep. 2007        | —                                     | Tricia Brock         | Mark Israel                            |
| 10         | 10        | —               | It’s Better When I Can See You          | 3. Dez. 2007         | —                                     | Artie Mandelberg     | Joseph Dougherty & Roger Wolfson       |
| 11         | 11        | —               | This is Way Too Normal for You          | 10. Dez. 2007        | —                                     | Tom McLoughlin       | Annie Brunner & Hans Tobeason          |
| 12         | 12        | —               | Is There a Scarlet Letter on My Breast? | 17. Dez. 2007        | —                                     | Guy Ferland          | Mark Israel & Denitria Harris-Lawrence |
| 13         | 13        | —               | Tacos, Tulips, Ducks, and Spices        | 18. Dez. 2007        | —                                     | Artie Mandelberg     | Talicia Raggs & Nancy Miller           |

## Staffel 2
Die Erstausstrahlung der zweiten Staffel war vom 14. Juli 2008 bis zum 13. April 2009 auf dem US-amerikanischen Kabelsender TNT zu sehen. Eine deutschsprachige Erstausstrahlung wurde bisher nicht gesendet.
| Nr. (ges.) | Nr. (St.) | Deutscher Titel | Originaltitel                        | Erstausstrahlung USA | Deutschsprachige Erstausstrahlung (—) | Regie                 | Drehbuch                                    |
| ---------- | --------- | --------------- | ------------------------------------ | -------------------- | ------------------------------------- | --------------------- | ------------------------------------------- |
| 14         | 1         | —               | Have a Seat, Earl                    | 14. Juli 2008        | —                                     | Artie Mandelberg      | Nancy Miller                                |
| 15         | 2         | —               | A Survivor Lives Here                | 21. Juli 2008        | —                                     | Guy Ferland           | Mark Israel & Talicia Raggs                 |
| 16         | 3         | —               | A Little Hometown Love               | 28. Juli 2008        | —                                     | Adam Davidson         | Hans Tobeason & Roger Wolfson               |
| 17         | 4         | —               | It’s a Fierce, White-Hot Mighty Love | 4. Aug. 2008         | —                                     | Gary A. Randall       | Annie Brunner                               |
| 18         | 5         | —               | Do You Love Him?                     | 11. Aug. 2008        | —                                     | Artie Mandelberg      | Joseph Dougherty & Denitria Harris-Lawrence |
| 19         | 6         | —               | Are You an Indian Princess?          | 18. Aug. 2008        | —                                     | Gwyneth Horder-Payton | Mark Israel & Roger Wolfson                 |
| 20         | 7         | —               | You Are My Partner                   | 25. Aug. 2008        | —                                     | Gary A. Randall       | Hans Tobeason                               |
| 21         | 8         | —               | The Heart of a Cop                   | 2. März 2009         | —                                     | Artie Mandelberg      | Denitria Harris-Lawrence                    |
| 22         | 9         | —               | Do You Believe in Second Chances?    | 9. März 2009         | —                                     | Elodie Keene          | Joseph Dougherty                            |
| 23         | 10        | —               | Take Me Somewhere, Earl              | 16. März 2009        | —                                     | Tricia Brock          | Annie Brunner                               |
| 24         | 11        | —               | The Live Ones                        | 23. März 2009        | —                                     | Artie Mandelberg      | Mark Israel & Suzan Olson                   |
| 25         | 12        | —               | But There’s Clay                     | 30. März 2009        | —                                     | Rod Hardy             | Denitria Harris-Lawrence & Talicia Raggs    |
| 26         | 13        | —               | So What’s the Purpose of a Platypus? | 6. Apr. 2009         | —                                     | Rohn Schmidt          | Mark Israel                                 |
| 27         | 14        | —               | I Believe in Angels                  | 13. Apr. 2009        | —                                     | Artie Mandelberg      | Nancy Miller & Roger Wolfson                |

## Staffel 3
Die Erstausstrahlung der dritten Staffel war vom 16. Juni 2009 bis zum 21. Juni 2010 auf dem US-amerikanischen Kabelsender TNT zu sehen. Eine deutschsprachige Erstausstrahlung wurde bisher nicht gesendet.
| Nr. (ges.) | Nr. (St.) | Deutscher Titel | Originaltitel                     | Erstausstrahlung USA | Deutschsprachige Erstausstrahlung (—) | Regie             | Drehbuch                                       |
| ---------- | --------- | --------------- | --------------------------------- | -------------------- | ------------------------------------- | ----------------- | ---------------------------------------------- |
| 28         | 1         | —               | We’re Already Here                | 16. Juni 2009        | —                                     | Artie Mandelberg  | Nancy Miller                                   |
| 29         | 2         | —               | She’s a Lump                      | 23. Juni 2009        | —                                     | Rohn Schmidt      | Mark Israel & Sybil Gardner                    |
| 30         | 3         | —               | Watch Siggybaby Burn              | 30. Juni 2009        | —                                     | Tricia Brock      | Denitria Harris-Lawrence & Jessica Mecklenburg |
| 31         | 4         | —               | What Would You Do?                | 7. Juli 2009         | —                                     | Tricia Brock      | Randy Walker                                   |
| 32         | 5         | —               | Mooooooooo                        | 14. Juli 2009        | —                                     | Artie Mandelberg  | Elle Johnson & Annie Brunner                   |
| 33         | 6         | —               | Am I Going to Lose Her?           | 21. Juli 2009        | —                                     | Millicent Shelton | Denitria Harris-Lawrence & Jessica Mecklenburg |
| 34         | 7         | —               | That Was No First Kiss            | 28. Juli 2009        | —                                     | Rohn Schmidt      | Mark Israel                                    |
| 35         | 8         | —               | Popcorn                           | 4. Aug. 2009         | —                                     | Guy Ferland       | Annie Brunner & Sybil Gardner                  |
| 36         | 9         | —               | Looks Like a Lesbian Attack to Me | 11. Aug. 2009        | —                                     | Heather Capiello  | Elle Johnson                                   |
| 37         | 10        | —               | Am I Gonna to Die Today?          | 18. Aug. 2009        | —                                     | Tricia Brock      | Mark Israel                                    |
| 38         | 11        | —               | Let’s Talk                        | 29. März 2010        | —                                     | Tim Hunter        | Sibyl Gardner                                  |
| 39         | 12        | —               | Hear the Birds                    | 5. Apr. 2010         | —                                     | Artie Mandelberg  | Jessica Mecklenburg                            |
| 40         | 13        | —               | You Can’t Save Them All, Grace    | 12. Apr. 2010        | —                                     | Gary A. Randall   | Matt McIntyre                                  |
| 41         | 14        | —               | I Killed Kristin                  | 24. Mai 2010         | —                                     | Artie Mandelberg  | Max Barrie, Megan Lynn & Wade Solomon          |
| 42         | 15        | —               | So Help You God                   | 31. Mai 2010         | —                                     | Artie Mandelberg  | Mark Israel                                    |
| 43         | 16        | —               | Loose Men in Tight Jeans          | 7. Juni 2010         | —                                     | Artie Mandelberg  | Lois Johnson                                   |
| 44         | 17        | —               | You Think I’m Gonna Eat My Gun?   | 14. Juni 2010        | —                                     | Artie Mandelberg  | Bob Lowry                                      |
| 45         | 18        | —               | I Need You to Call Earl           | 21. Juni 2010        | —                                     | Tricia Brock      | Denitria Harris-Lawrence                       |
| 46         | 19        | —               | I’m Gonna Need a Big Night Light  | 21. Juni 2010        | —                                     | Artie Mandelberg  | Mark Israel                                    |